# Robert Tvorogal
Robert Tvorogal (né le 5 octobre 1994 à Vilnius) est un gymnaste polono-lituanien qui concourt pour la Lituanie.

## Carrière
Il est médaillé d'or à la barre fixe aux Jeux européens de 2019 à Minsk.
Aux Championnats d'Europe de gymnastique artistique masculine 2020 à Mersin, il remporte la médaille d'or à la barre fixe et la médaille de bronze aux barres parallèles.